# پاول مارین
پاول مارین (استونیایی: Pavel Marin؛ زادهٔ ۱۴ ژوئن ۱۹۹۵) بازیکن فوتبال اهل استونی است.
وی همچنین در تیم‌های ملی فوتبال زیر ۱۷ سال استونی، زیر ۱۹ سال استونی، زیر ۲۱ سال استونی، و استونی بازی کرده‌است.